# Use Your Illusion
Use Your Illusion är ett album av Guns N' Roses utgivet i augusti 1998. Det släpptes enbart i USA och innehåller ett urval av låtar från de två albumen Use Your Illusion I och II från 1991. De flesta låtar med svordomar i texten har valts bort, för att undvika Parental Advisory-märket och kunna sälja albumet i affärer som Wal-Mart och Kmart.

## Låtlista
1. "Live and Let Die" - 3:04
2. "Don't Cry" (original) - 4:44
3. "You Ain't the First" - 2:36
4. "November Rain" - 8:57
5. "The Garden" - 5:22
6. "Dead Horse" - 4:17
7. "Civil War" - 7:42
8. "14 Years" - 4:21
9. "Yesterdays" - 3:16
10. "Knockin' on Heaven's Door" - 5:20
11. "Estranged" - 9:23
12. "Don't Cry" (alternativ text) - 4:43